# Шплюген
Шплюген (нем. Splügen) — деревня и бывшая коммуна в Швейцарии, находится в кантоне Граубюнден. 
Официальный код — 3694.
До 2018 года имела статус отдельной коммуны. 1 января 2019 года была объединена с коммунами Нуфенен и Хинтеррайн в новую коммуну Райнвальд.
Входит в состав региона Виамала (до 2015 года входила в округ Хинтеррайн).

## География
Площадь коммуны составляет 60,49 км². 38,3 % территории занимают сельскохозяйственные угодья; 17,8 % — леса; 1,0 % — населённые пункты и дороги и оставшиеся 42,9 % не используются (реки, горы, ледники). В состав коммуны входит населённый пункт Медельс-им-Райнвальд.

## Население
По данным на 31 декабря 2012 года население коммуны составляет 406 человек. По данным на 2000 год гендерный состав населения был следующим: 50,0 % — мужчины и 50,0 % — женщины. Возрастной состав населения был следующим: 13,2 % — младше 9 лет; 11,6 % — от 10 до 14 лет; 1,6 % — от 15 до 19 лет; 4,2 % — от 20 до 29 лет; 18,5 % — от 30 до 39 лет; 10,6 % — от 40 до 49 лет; 7,9 % — от 50 до 59 лет; 14,8 % — от 60 до 69 лет; 11,1 % — от 70 до 79 лет; 5,8 % — от 80 до 89 лет и 0,5 % — старше 90 лет.
Динамика численности населения коммуны по годам:
| 1850 | 1900 | 1930 | 1950 | 2000 |
| ---- | ---- | ---- | ---- | ---- |
| 494  | 373  | 336  | 387  | 365  |

## Языки
По данным переписи 2000 года 89,78 % населения назвали родным немецкий язык; 2,68 % — итальянский и 1,95 % — романшский. Среди некоренных языков Швейцарии в коммуне распространён португальский (2,4 % населения назвали его родным).

## Фотографии

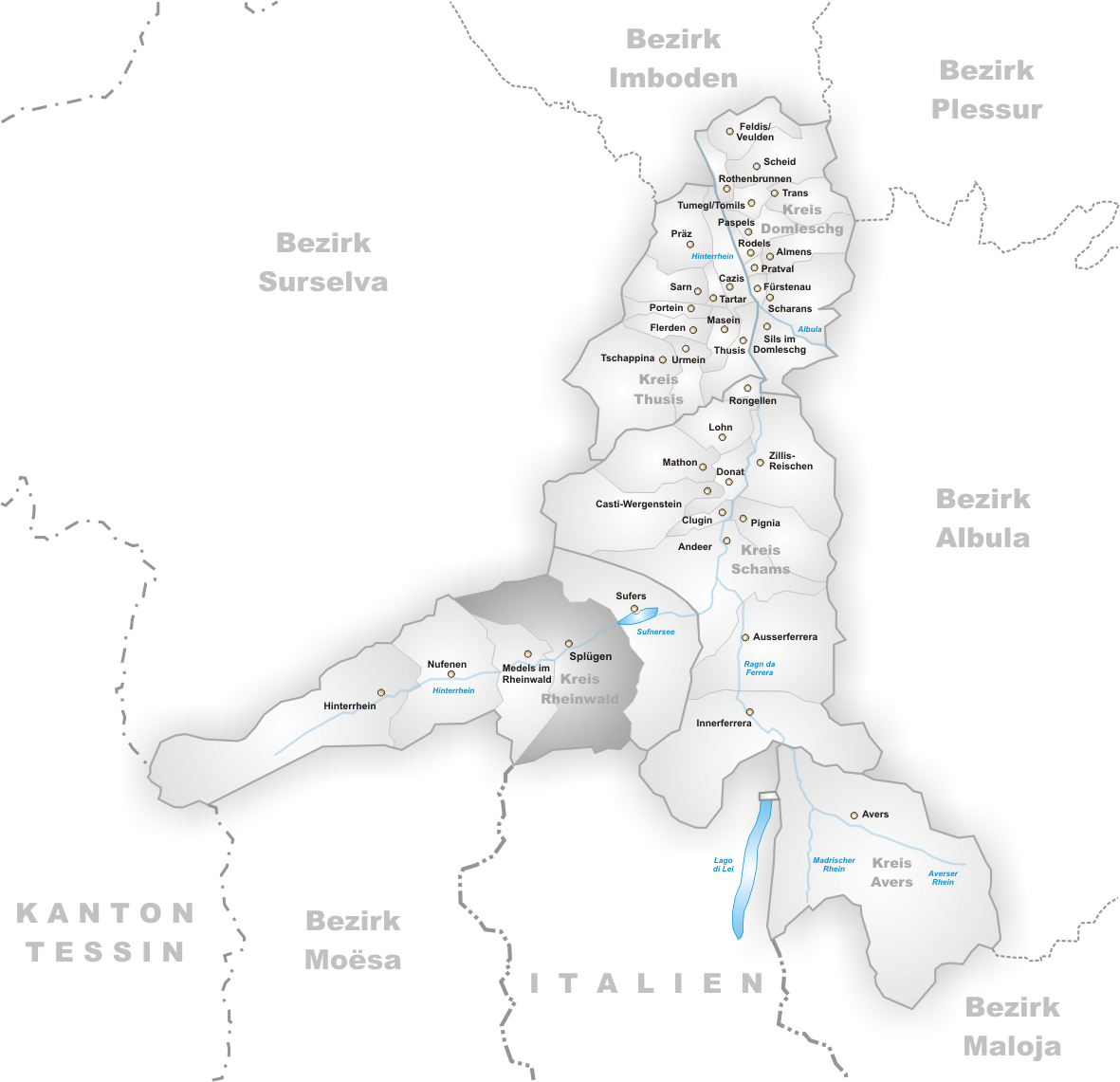
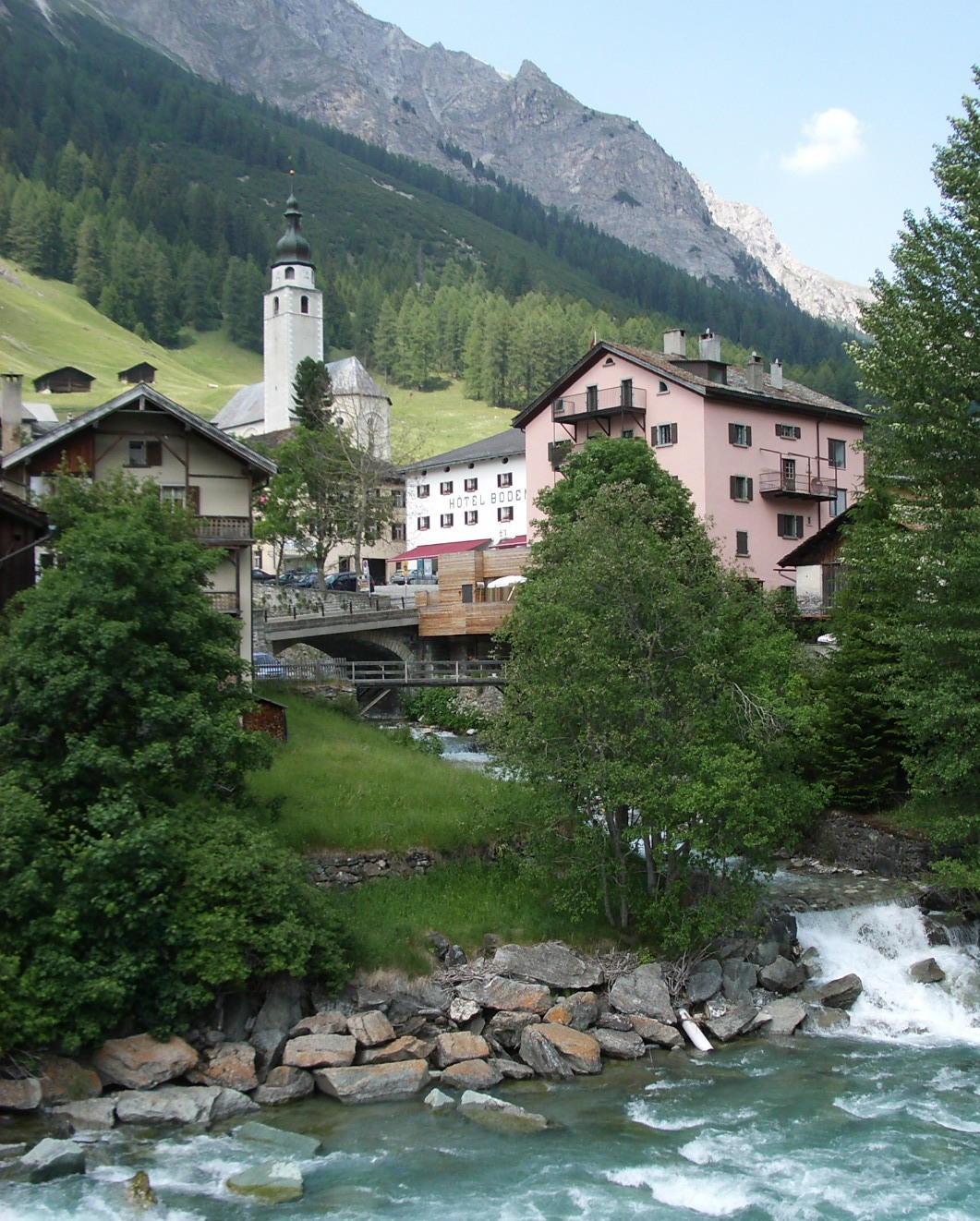
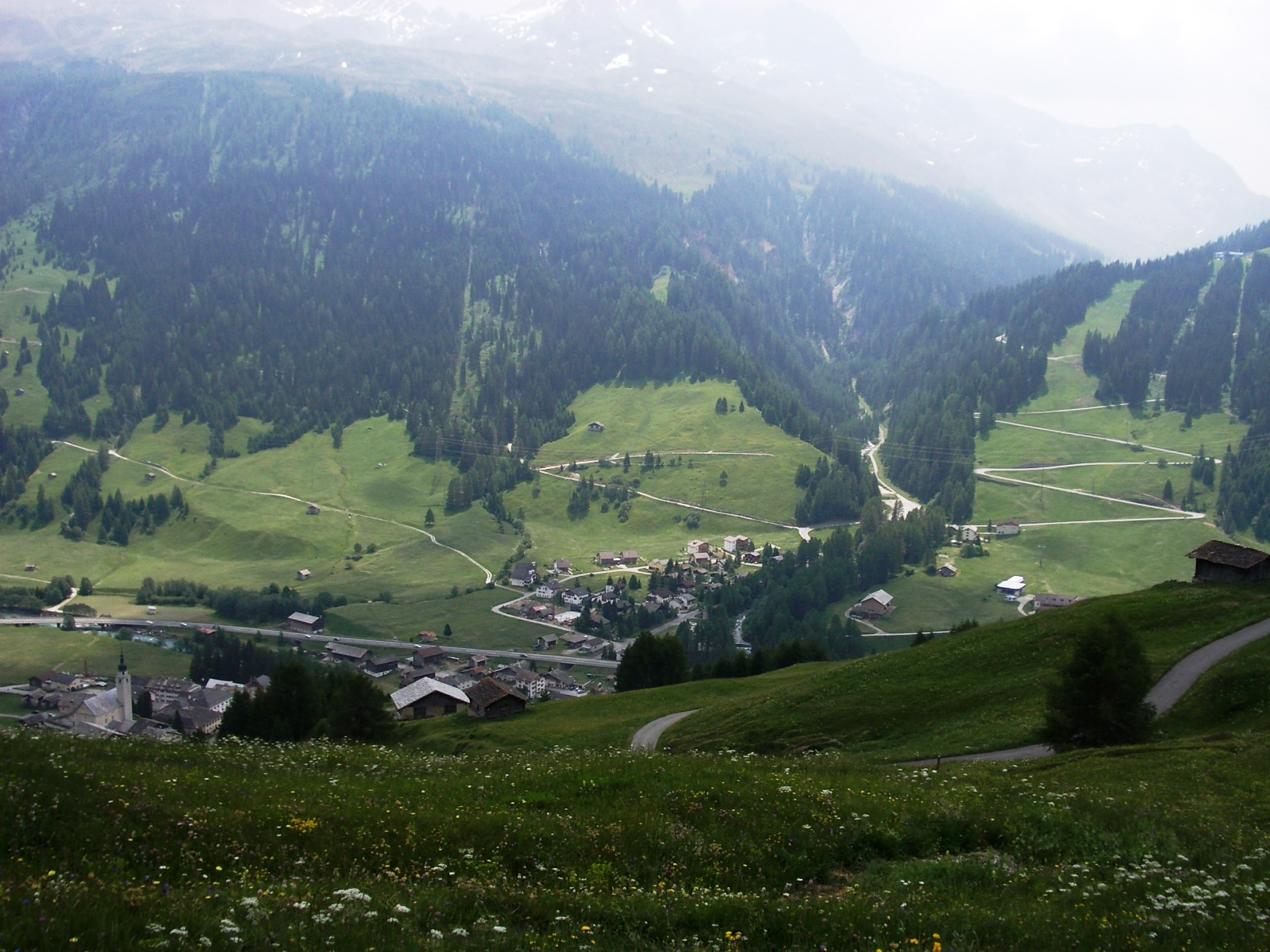
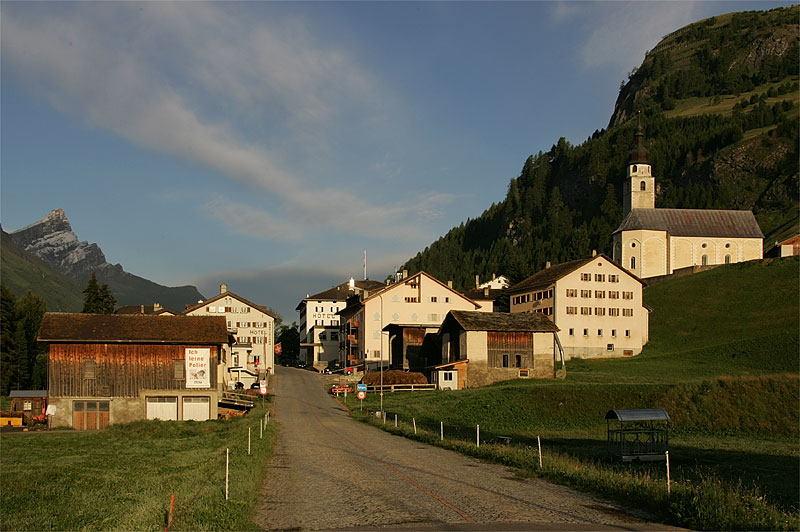
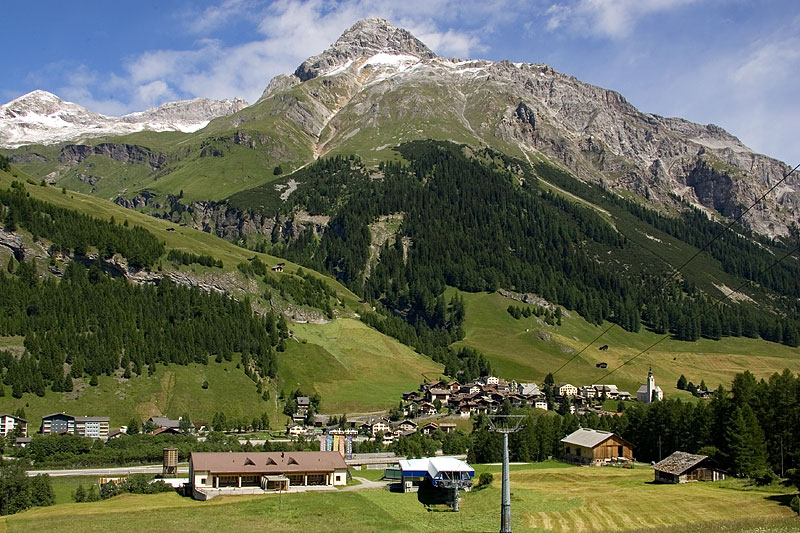